# Voto di marinaio
Voto di marinaio è un film italiano del 1953 diretto da Ernesto De Rosa.

## Trama
Franco lavora con il suo motopeschereccio nel Golfo di Napoli ed è prossimo alle nozze con Rosa, una ragazza rimasta orfana. Rosa è oggetto delle attenzioni di Vincenzo, un uomo losco e prepotente che ha già spinto alla prostituzione Mimì, la donna con cui vive. Una notte, nel corso di una burrasca, il motopeschereccio si trova in pericolo e Franco esprime un voto: se riuscirà a mettere in salvo sé stesso e il suo equipaggio, redimerà una donna perduta sposandola. Tornato a casa con i compagni, Franco è consapevole di dover adempiere il voto e si avvicina a Mimì proponendole il matrimonio, nonostante la disperazione di Rosa. Vincenzo, tuttavia, fa di tutto per impedire ai due di sposarsi e, a tale scopo, fa nascondere la donna in una casa di tolleranza. Franco la cerca inutilmente e costringe Vincenzo a riavvicinarsi alla religione. A seguito di una profonda crisi spirituale, Vincenzo decide di cambiare vita e rivela a Franco dove è rinchiusa Mimì, ma questa intanto, essendosi ammalata, è stata portata in ospedale e Franco e Vincenzo la trovano in fin di vita. Il voto è sciolto e finalmente Franco potrà sposare Rosa.

## Produzione
Il film è ascrivibile al filone dei melodrammi sentimentali, comunemente detto strappalacrime, allora molto in voga tra il pubblico italiano, in seguito ribattezzato neorealismo d'appendice dalla critica.

## Distribuzione
La pellicola raggiunse il circuito cinematografico italiano il 28 marzo del 1953.